# Harrie Gommans
Harrie Gommans (Leeuwen, 20 februari 1983) is een Nederlandse voetbalcoach en voormalig profvoetballer die als aanvaller speelde. Gommans is momenteel trainer van RKSV Wittenhorst.

## Carrière
Harrie Gommans maakte in het seizoen 2000/2001 zijn debuut in het betaald voetbal namens Fortuna Sittard, dat op dat moment in de Eredivisie speelde. In de winterstop van het seizoen 2003/2004 verruilde Gommans de club uit Sittard, inmiddels gedegradeerd naar de Eerste divisie, voor Excelsior, dat uitkwam op hetzelfde niveau. Na een jaar bij Excelsior vertrok Gommans in de winsterstop van het seizoen 2004/2005 naar KVC Westerlo, uitkomend in de Belgische Eerste Klasse. MVV haalde Gommans voor het seizoen 2005/2006 terug naar Nederland. Bij die club scoorde Gommans in zijn eerste seizoen 11 maal in 36 wedstrijden, en in het seizoen daarop 22 maal in 37 wedstrijden. Met die laatste prestatie was hij achter Berry Powel de beste topschutter van de Eerste divisie. In Maastricht werd hij publiekslieveling en wekte hij de interesse van andere clubs. In januari 2007 wees hij de interesse van de Duitse club Carl Zeiss Jena van de hand, omdat hij in Maastricht wilde blijven voetballen. Aan het eind van het seizoen was er de interesse van onder meer De Graafschap, Willem II en Vitesse. Bij die laatste club tekende hij een contract tot medio 2010. Vitesse betaalde voor Gommans een transfersom van € 75.000.
Op 2 september 2007 maakte Gommans namens Vitesse zijn eerste doelpunt in de Eredivisie. In de derby tegen N.E.C. maakte hij voor Vitesse de enige en daarmee winnende treffer van de wedstrijd. Hiermee oogstte hij veel lof bij de fans en in de media.
In augustus 2008 deed Roda JC een poging Gommans over te nemen. De club uit Kerkrade bracht een bod van € 200.000 uit, maar dit bod werd door Vitesse van de hand gewezen. Terwijl Roda en Gommans al een akkoord hadden bereikt, waren Roda JC en Vitesse nog in overleg over de transfersom. Uiteindelijk kwamen de drie partijen tot een overeenkomst. Gommans verhuisde voor € 250.000 naar Limburg, en debuteerde op 17 augustus 2008 voor Roda JC. Nadat Raymond Atteveld -de coach die hem naar Kerkrade haalde- werd ontslagen bij Roda JC, verdween hij langzaam uit beeld bij Attevelds opvolger Harm van Veldhoven. Gommans wilde vertrekken en deed dit hetzelfde seizoen nog, op 9 januari 2009 werd bekend dat Gommans bij de Belgische eersteklasser Roeselare had getekend. Daar kende hij brute pech want in zijn 2de wedstrijd voor de Belgische club scheurde hij zijn kniepees. Hij zal de rest van het seizoen buiten strijd zijn. Hierdoor werd hij weer in genade aangenomen bij Roda JC, waar hij tot dusver nog geen duels heeft gespeeld.
Op 15 januari 2010 werd bekend dat Harrie Gommans voor een seizoenshelft wordt uitgeleend aan Fortuna Sittard. Per 1 augustus 2010 werd het contract van de aanvaller door Roda ontbonden waarna de Nederlandse spits in beeld kwam bij heel wat tweede klasse teams in België. Op vrijdag 27 augustus verkoos hij Waasland-Beveren als nieuwe club. Ondanks 6 doelpunten in 21 wedstrijden, ging hij het seizoen hierop wederom spelen bij Fortuna. 22 wedstrijden en 9 doelpunten later koos hij ervoor om een eenjarig contract te ondertekenen bij De Graafschap. Hier kwam hij gedurende het seizoen 2012/13 weinig aan spelen toe, waardoor zijn verblijf in Doetinchem beperkt bleef tot één seizoen. Een jaar later dook Gommans op bij de Belgische toenmalige vierdeklasser Spouwen-Mopertingen.

## Clubstatistieken
| seizoen | club             | land      | competitie     | duels | goals |
| ------- | ---------------- | --------- | -------------- | ----- | ----- |
| 2000/01 | Fortuna Sittard  | Nederland | Eredivisie     | 1     | 0     |
| 2001/02 | Fortuna Sittard  | Nederland | Eredivisie     | 10    | 0     |
| 2002/03 | Fortuna Sittard  | Nederland | Eerste divisie | 29    | 6     |
| 2003/04 | Fortuna Sittard  | Nederland | Eerste divisie | 17    | 5     |
| 2003/04 | Excelsior        | Nederland | Eerste divisie | 16    | 2     |
| 2004/05 | Excelsior        | Nederland | Eerste divisie | 10    | 2     |
| 2004/05 | KVC Westerlo     | België    | Eerste Klasse  | 5     | 0     |
| 2005/06 | MVV              | Nederland | Eerste divisie | 36    | 11    |
| 2006/07 | MVV              | Nederland | Eerste divisie | 37    | 22    |
| 2007/08 | Vitesse          | Nederland | Eredivisie     | 27    | 7     |
| 2008/09 | Roda JC          | Nederland | Eredivisie     | 7     | 0     |
| 2008/09 | KSV Roeselare    | België    | Eerste Klasse  | 2     | 0     |
| 2009/10 | Fortuna Sittard  | Nederland | Eerste divisie | 13    | 3     |
| 2010/11 | Waasland-Beveren | België    | Tweede klasse  | 21    | 6     |
| 2011/12 | Fortuna Sittard  | Nederland | Eerste divisie | 22    | 9     |
| 2012/13 | De Graafschap    | Nederland | Eerste divisie | 9     | 1     |
| Totaal  | Totaal           | Totaal    | Totaal         | 262   | 74    |